# Giuseppe Baretti
Giuseppe Marco Antonio Baretti (Turín, 24 de abril de 1719 - Londres, 5 de mayo de 1789), fue un crítico literario, traductor, poeta, periodista, dramaturgo, lexicógrafo y lingüista italiano. 

## Vida
Marc'Antonio Giuseppe Baretti nació en Turín, capital del Reino de Cerdeña gobernado por la Casa de Saboya. El joven Baretti frecuentaba el círculo intelectual de Girolamo Tagliazucchi.  La difícil situación familiar tras la muerte de su madre en 1735, el rápido nuevo matrimonio de su padre y su incipiente vocación literaria, a la que se oponía su propio padre, llevaron al joven Baretti a abandonar la cosmpolita ciudad deTurín en 1737. Se refugió en Guastalla con un tío paterno, que le consiguió un trabajo con un comerciante para el que también trabajaba el poeta Carlo Cantoni. Cantoni apoyó y orientó los estudios literarios de Baretti, que lo consideraba un maestro a la altura de Tagliazucchi. Mientras tanto, Baretti escribía versos inspirados en los de los grandes autores de la tradición poética heroicómica, burlesca y satírica italiana, como Luigi Pulci, Francesco Berni, Ludovico Ariosto, Nicolás Maquiavelo, Anton Francesco Grazzini y Lorenzo Lippi. Este tipo de poesía pretendía contrastar con la frívola producción lírica de los poetas miembros de la Accademia dell'Arcadia y activos en toda Italia (cf. Le piacevoli poesie, Turín: Campana, 1750). Tras dejar Guastalla, Baretti se trasladó primero a Venecia, donde entabló amistad con los hermanos Gasparo y Carlo Gozzi, y luego a Milán, donde conoció a muchos otros escritores y se incorporó a la Accademia dei Trasformati. A la muerte de su padre, en 1744, Baretti regresó a Turín, pero pronto se marchó a Milán y luego a Génova en busca de trabajo. En la primavera de 1747 estaba de vuelta en Venecia, donde frecuentó de nuevo a los Gozzi y la Accademia dei Granelleschi, y dio la primera prueba de su talento como polemista al publicar una carta contra Biagio Schiavo, un defensor de Petrarca.
En Venecia, Baretti también trabajó en la traducción al italiano de las tragedias de Pierre Corneille en versos sueltos, pero nunca quedó satisfecho de la misma. El prefacio a las Tragedie di Pier Cornelio (1747-48) - en el que, aunque reconoce el alto calibre del teatro trágico francés, atribuye a Italia el mérito de la mejor poesía épica, y reprocha la arrogancia de los críticos franceses y su ignorancia de la lengua italiana – está considerado la primera muestra del estilo polémico, pero también moderno y atractivo, de Baretti. De regreso a Turín en 1750, intentó en vano conseguir un empleo y decidió buscar fortuna en Londres, donde llegó en marzo de 1751. Probablemente fue acogido por el famoso violinista y compositor Felice Giardini, entonces director de la orquesta de la Ópera de Londres. La composición de dos intermezzos para música (Don Chisciotte in Venezia y La Filippa trionfante), durante mucho tiempo inéditos, y la publicación de dos panfletos sobre temas operísticos y musicales en 1753, han convencido a muchos estudiosos de que Baretti fue contratado como libretista poeta por ese teatro, pero actualmente no hay certeza de su empleo, ni siquiera temporal, en el King's Theatre.
Baretti dominó rápidamente el idioma inglés (al igual que el francés y el español); lo que le facilitó las cosas. Conoció al escritor y juez de paz Henry Fielding, a los novelistas Charlotte Lennox y Samuel Richardson, al actor de Shakespeare David Garrick, al pintor Joshua Reynolds y al doctor Samuel Johnson, y se hizo un hueco en los círculos artísticos y literarios más importantes de Londres. Después de John Florio, fue sobre todo un extraordinario promotor de la lengua y la literatura italianas, por ejemplo con The Italian Library (1757), el primer estudio de la literatura italiana en lengua inglesa. En esta obra aparece, entre otras cosas, por primera vez, la cita de la frase "¡E pur si muove!" atribuida a Galileo Galilei, pero no registrada en ningún documento anterior.
En 1760, Baretti publicó A Dictionary of the English and Italian Languages, obra que le proporcionó fama e ingresos, y luego aceptó acompañar a un caballero inglés en su Grand Tour. Ambos se embarcaron en Lisboa en agosto de 1760 y realizaron un largo viaje por tierra a través de Portugal, España y Francia, del que Baretti dio cuenta detallada en forma epistolar (Lettere familiari a' suoi tre fratelli, Tomo I, Milano, Malatesta, 1762; Tomo II, Venezia, Pasquali, 1763).
En Italia, a finales de ese año, y durante algún tiempo con su familia, Baretti acabó instalándose en Milán. En otoño de 1762, los diplomáticos portugueses - ofendidos por las observaciones sobre Portugal contenidas en las Lettere familiari - obtuvieron la suspensión de su impresión y circulación. Desanimado y sin medios de apoyo, Baretti partió hacia Venecia, con la esperanza de terminar la publicación de las Lettere familiari, pero en vano por los efectos de la denuncia: el segundo de los cuatro volúmenes previstos de las Lettere familiari no vio la luz hasta octubre de 1763 y la obra quedó así terminada. Baretti dio vida entonces a la innovadora revista La frusta letteraria (1763-1765), creando el personaje-máscara de Aristarco Scannabue, un ex-soldado convertido en editor; pero también fue censurada. Los primeros veinticinco números se publicaron en Venecia y los últimos ocho en Ancona, en los Estados Pontificios.  A su regreso a Londres, Baretti comenzó a frecuentar el The Literary Club, fundado por Samuel Johnson y Joshua Reynolds, estableciendo nuevas relaciones con, por ejemplo, el escritor Oliver Goldsmith y el político Edmund Burke. El final de los años sesenta y el principio de los setenta marcaron un periodo de intensa actividad y registraron un crecimiento de la fama de Baretti. An Account of the Manners and Customs of Italy (1768), escrito para refutar los numerosos estereotipos encontrados en los diarios de los viajeros extranjeros, en particular el de Samuel Sharp, tuvo un gran éxito y fue apreciado por el propio rey Jorge III.
En junio de 1769, Baretti fue nombrado secretario de la correspondencia extranjera de la Royal Academy of Arts, un puesto prestigioso; pero en el otoño de ese mismo año fue juzgado por asesinato, al haber apuñalado a un asaltante hasta la muerte con un estilete cerca del Haymarket. Samuel Johnson, Joshua Reynolds y otras personalidades ilustres testificaron a su favor, de modo que todos los periódicos británicos cubrieron su juicio, que terminó con una absolución total. Mientras tanto, un segundo viaje a España había proporcionado a Baretti más material para  A Journey from London to Genoa (1770), la exitosa versión inglesa de las Lettere familiari. De vuelta de Italia para la que sería su última visita a familiares y amigos, Baretti también viajó a Francia en 1773 y se convirtió en profesor particular de italiano (y más tarde de español) de Hetty Thrale, y para ella escribió los diálogos de Easy Phraseology, publicados en italiano e inglés en 1775.
En 1777 publicó el Discours sur Shakespeare, en el que criticaba a Voltaire, que había denigrado al autor inglés, al tiempo que ensalzaba su genio inventivo; el mismo genio que Baretti también reconoció sin reparos – y fue de los primeros en hacerlo - en el Quijote de Cervantes: Baretti ya se había embarcado en la traducción al inglés del Quijote, en 1772 , pero no llegó a completarla por la imposibilidad de trasladar al inglés las bellezas estilísticas del original español.  En 1786, en Speeches to John Bowle About His Edition of Don Quixote, Together With Some Account of Spanish Literature, Baretti señaló las deficiencias de la traducción inglesa y de la notas del Quijote (1781) realizadas por John Bowle, que criticó con fuerza y considerable precisión lingüística.
En mayo de 1789, Baretti murió en un modesto piso alquilado en el barrio de Marylebone, donde vivía y trabajaba uno de sus más fieles amigos, el escultor Joseph Wilton.

## Pensamiento
Baretti, viajero, cosmopolita, políglota, fue el primer intelectual europeo moderno de la lengua y la cultura italianas. Se distinguió de la mayoría de los intelectuales italianos de su época por su espíritu de independencia y autonomía de pensamiento, que le permitió reelaborar de forma muy personal las mejores sugerencias de la cultura nacional, como Galilei, y de la internacional (en cuanto a la cultura inglesa, téngase presentes The Spectator de Joseph Addison y en The Tatler de Richard Steele, y en las revistas de Johnson The Rambler y The Idler). Convirtió su látigo literario en una original arma polémica contra la empalagosa poesía de la Arcadia, los imitadores y defensores de Petrarca, el atraso de la Accademia della Crusca, la erudición académica, el fanatismo religioso; pero también contra grandes escritores contemporáneos como Carlo Goldoni, Cesare Beccaria y otros colaboradores de la revista milanesa Il Caffè. Una vehemente vena polémica e inconformista está presente en toda la producción de Baretti, que fue un escritor de gran valor, capaz de captar tempranamente algunas de las aporías de la Ilustración francesa. 
No es casualidad que el antifascista Piero Gobetti llamara a su revista de crítica literaria, fundada en 1924, Il Baretti.

## Obras
- Opere di Giuseppe Baretti, ed. de F. Fido, Milán: Rizzoli, 1967.
- La lista completa de las obras (en italiano, francés, inglés y español) en las ediciones originales del siglo XVIII y en las ediciones y traducciones posteriores se encuentra en el sitio web del Comitato Nazionale per le Celebrazioni del Tricentenario della Nascita di Giuseppe Baretti.